# Visión binocular

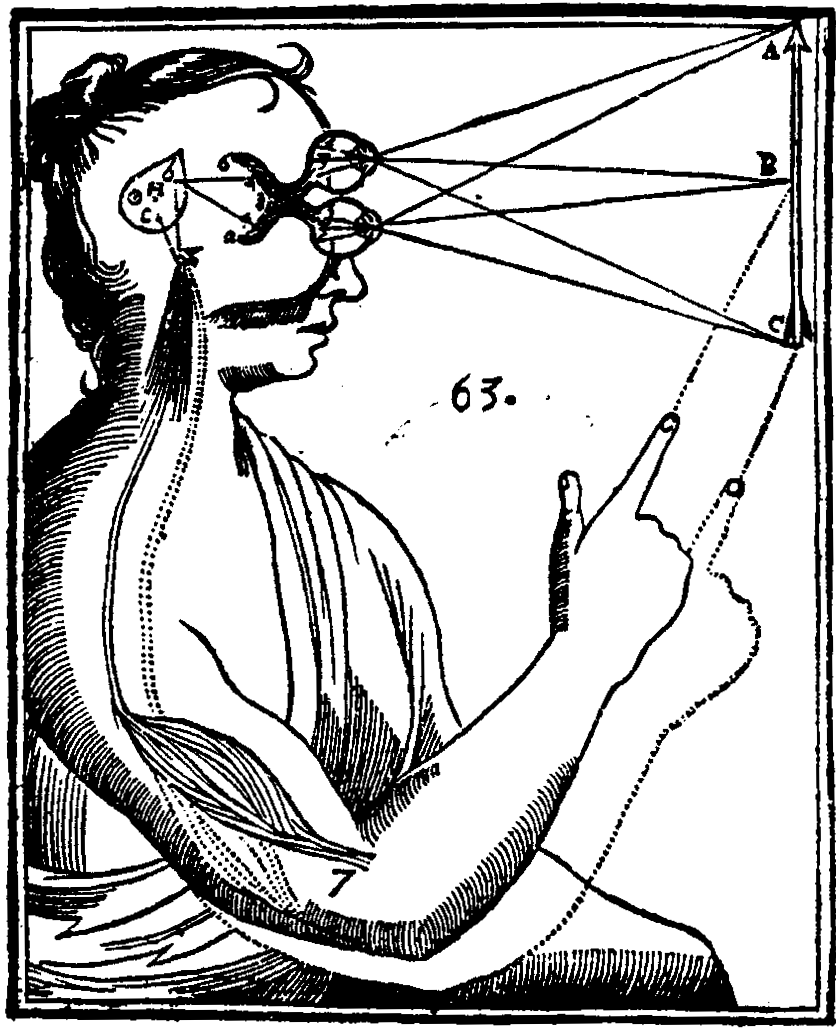
Diagrama de Descartes.

En óptica, optometría y oftalmología, la visión binocular es el tipo de visión en que los dos ojos se utilizan conjuntamente. La palabra binocular proviene de dos raíces latinas, "bini", 'doble', y "oculus", 'ojo'.
La "visión binocular" puede ir acompañada de la visión simple o "fusión binocular", donde se ve una sola imagen a pesar de que cada ojo tiene su propio punto de vista de cualquier objeto.  
Otros fenómenos de la visión binocular son la "discriminación utrocular", la allelotropia, y la rivalidad binocular. Los profesionales especializados en corregir las anomalías de la "visión binocular" son los optómetras, ortoptistas y oftalmólogos.

## Campo de visión y movimientos oculares

El campo de visión de una paloma comparado con el de un búho.

El campo de visión binocular es aquel en que se superponen las imágenes de ambos ojos para crear una sola imagen tridimensional. Algunos animales, en general los animales que son presa, tienen sus dos ojos situados a ambos lados de la cabeza para tener un campo de visión lo más amplio posible, como por ejemplo los conejos, búfalos y antílopes. Estos animales a menudo mueven los ojos independientemente para aumentar el campo de visión. Incluso sin mover los ojos algunas aves tienen un campo de visión de 360 grados.
Otros animales, en general los depredadores, tienen sus dos ojos situados en la parte frontal de la cabeza, lo que les permite una visión binocular, aunque reduciendo su campo de visión en favor de la estereopsis. Algunos ejemplos son el águila, el lobo o la serpiente. Otros animales que no son necesariamente depredadores, como el murciélago de la fruta y algunos primates, entre ellos el ser humano, también tienen los ojos mirando hacia el frente. En general son animales que necesitan la discriminación de profundidad; por ejemplo, la visión binocular mejora la capacidad de coger la fruta elegida o de encontrar y alcanzar una rama concreta.
Algunos animales depredadores, en particular los grandes, como el cachalote y las ballenas, tienen sus dos ojos situados en lados opuestos de la cabeza.
Los animales con los ojos mirando hacia el frente, en general mueven los ojos conjuntamente. Cuando los ojos se mueven lateralmente, en la misma dirección, esto se llama versión y cuando los ojos se mueven en direcciones opuestas a un objeto más cerca o más lejos de donde éstos están apuntando, se llama convergencia o divergencia. Cuando los ojos se mueven hacia dentro, en una persona hablamos de bizquera (movimiento ocular de convergencia) y cuando los ojos se mueven hacia fuera, la persona es estrábica (movimiento ocular de divergencia).
Algunos animales, incluyendo algunos seres humanos, hacen uso o padecen (en el caso de los humanos) las estrategias anteriores (exotropía en seres humanos). Un estornino, por ejemplo, mueve los ojos lateralmente para cubrir un amplio campo de visión, pero también puede moverlos conjuntamente para apuntar a la parte delantera para que sus campos se superpongan obteniendo estereopsis o visión en estéreo.
Un caso notable es del camaleón, que parece que sus ojos estén montados en torretas, cada uno con un movimiento independiente del otro, hacia arriba o abajo, a la izquierda o a la derecha. Sin embargo, cuando caza el camaleón puede llevar sus dos ojos mirando hacia un solo objeto, consiguiendo convergencia y estereopsis.

## Utilidad de la visión binocular
Para tener una visión binocular es preciso que las órbitas oculares sean frontales, puesto que de este modo el área de incidencia de la visión de ambos ojos es prácticamente idéntica, permitiendo una visión tridimensional de casi la totalidad del espacio visual. Es pues un tipo de visión que pierde amplitud de campo para ganar profundidad. Esto es típico en depredadores, que necesitan calcular la distancia a la presa para cazar, o de las aves para saber por donde ir, pero es poco común en herbívoros terrestres, puesto que su alimento siempre se encuentra en un solo plano (el suelo) y es poco específico, así como también su vigilancia contra los depredadores, que ha de abarcar el máximo radio posible y debe ser indiscriminada.
El tener dos ojos en posición frontal tiene varias ventajas: Se puede dar "estereopsis" en el que el paralaje proporcionado por las diferentes posiciones relativas de los dos ojos, da una precisa percepción de la profundidad. Teniendo dos imágenes tomadas desde posiciones ligeramente diferentes, obtenidas por separado por cada ojo, el cerebro es capaz de reconstruir la distancia (y por lo tanto la profundidad) analizando la disparidad o el paralelismo entre estas imágenes. El cerebro humano también usa otras señales de profundidad para percibir las tres dimensiones, tales como: perspectiva (tamaño de los objetos), superposición, enfoque, iluminación y sombras. Permite "adición binocular" con la que la capacidad de detectar detalles débiles es mayor. Los detalles incorrectos de un ojo se mejoran con los detalles correctos del otro.

## Campos visuales
Aplicado especialmente a las personas, una consecuencia que tiene la visión binocular humana es la obtención de un campo visual común a los dos ojos. Llamamos campo visual al espacio que tenemos delante y que nuestro ojo puede percibir. Se calcula aproximadamente que en horizontal tenemos un campo visual de 100° a los extremos de visión y 60° en dirección a nuestra nariz. En vertical tenemos un campo visual de 60° hacia arriba y de 70° hacia abajo. 
Nuestro ojo derecho tendrá un campo visual diferenciado y el izquierdo otro, lo que tras el fenómeno de la visión binocular, formará un campo visual común a la visión de ambos ojos y un campo residual hacia los extremos que no se verá de modo binocular. Esto es, el campo visual del ojo izquierdo y el del ojo derecho no se superponen.